# Xavier Jean Marie Plassat
Xavier Jean Marie Plassat, OP, (Roost-Warendin, 1950 - ), mais conhecido como Frei Xavier Plassat, é um frade dominicano francês, residente no Brasil. Vive numa casa simples em Araguaína, no estado do Tocantins, às margens da Amazônia. Destaca-se pela sua atuação na Comissão Pastoral da Terra e na luta contra o trabalho escravo contemporâneo no Brasil. Seu trabalho rendeu-lhe o Prêmio Nacional de Direitos Humanos em 2008. 

## Biografia
Graduado em Ciência Política em Paris em 1970, ingressou na ordem dominicana no ano seguinte.
Frei Xavier tornou-se amigo íntimo de Frei Tito de Alencar Lima quando este estava exilado na França, no convento dominicano em L'Arbresle. Após sua morte, Frei Tito foi sepultado na França. Em 1983, coube ao Frei Xavier o translado dos restos mortais do amigo ao Brasil. Nesta ocasião, conheceu o frei Henri Burin des Roziers, também francês, e o trabalho da Comissão Pastoral da Terra. Permaneceu algum tempo na região do Bico do Papagaio, diocese de Goiás, conhecendo as comunidades e a realidade local. Comoveu-se com a situação dos posseiros em áreas griladas e decidiu então solicitar à ordem sua vinda ao Brasil como missionário.
Em 1989, estabeleceu-se no Brasil, a serviço da Comissão Pastoral da Terra. Desde 1997 dedica-se à Campanha pela Erradicação do Trabalho Escravo no campo. Este trabalho rendeu-lhe a Medalha Chico Mendes de Resistência em 2006 e o Prêmio Nacional de Direitos Humanos da Presidência da República em 2008.
Em 2009, Ano da França no Brasil, frei Xavier foi homenageado pela Embaixada da França no Brasil, juntamente com Frei Henri des Roziers e Frei Jean Raguénès pela luta pelos direitos humanos.